# Babovo
Babovo (bulgariska: Бабово) är ett distrikt i Bulgarien.   Det ligger i kommunen Obsjtina Slivo Pole och regionen Ruse, i den nordöstra delen av landet, 280 kilometer nordost om huvudstaden Sofia.
Trakten runt Babovo består till största delen av jordbruksmark. Runt Babovo är det ganska glesbefolkat, med 47 invånare per kvadratkilometer.